# 朱尼尔·布里奇曼
尤利塞斯·李·布里奇曼（英語：Ulysses Lee Bridgeman，1953年9月17日—2025年3月11日），美国NBA联盟前职业篮球运动员。他在1975年的NBA选秀中第1轮第8顺位被洛杉矶湖人选中。後隨著賈霸的交易案來到密爾瓦基公鹿。

## 外部連結
- 朱尼尔·布里奇曼在fiba.basketball（英语）
- 朱尼尔·布里奇曼在NBA官網（英语）
- 朱尼尔·布里奇曼在Basketball-Reference.com（NBA）（英语）
- 朱尼尔·布里奇曼在Sports-Reference.com（NCAA）（英语）
- 朱尼尔·布里奇曼在Proballers（英语）
- 朱尼尔·布里奇曼在RealGM（球員）（英语）